# Ditlev Laub
Ditlev Christian Ernst Laub (født 11. juni 1847 i Hågerup, Fyn, død 30. november 1919 i Reading, Pennsylvania, USA)  var en dansk-amerikansk arkitekt.
Hans forældre var sognepræst, senere biskop Otto Laub og Susanne Charlotte Hedevig Johanne født Tostrup. Han blev student fra Viborg lærde Skole 1866 og tog filosofikum, blev dimitteret af Julius Tholle og C.V. Nielsen til Kunstakademiet i januar 1870 og tog afgang marts 1878, vandt den lille guldmedalje 1879 (for Et offentligt Festlokale; italiensk Renæssance). 
Han rejste derpå i 1881 til USA, hvor han nogle år virkede i New York og blev gift 14. maj 1883 i Brooklyn, New York med Catherine Ann Gaynor (26. juli 1856 smst. - 23. september 1914 i Bennington, Vermont) datter af ejendomshandler Hugh Gaynor og NN Collins. Omtrent 1889 tog han til San Antonio i Texas, hvorfra han synes at være flyttet tilbage til New York (Brooklyn). Her blev Laub ansat i George B. Posts arkitektfirma. Senere fik han arbejde for staten og arbejdede i historiske stilarter. I USA benyttede han ofte navnet "D.C. Ernest Laub".

## Værker
- Projekt til et stort offentligt festlokale, italiensk renæssance (udstillet 1879, lille guldmedalje)
- Rådhuset i San Antonio, Texas (1889)

I regeringens tjeneste:
- Post Office and Federal Building, Brooklyn, New York City (fra 1885)
- Post Office and Federal Court House, Elmira, New York (1901-03)
- Tilbygning til Federal Custom House and Post Office, Hartford, Connecticut (1903-05)
- Post Office and Custom House, Providence, Rhode Island (fra 1905)
- Han har desuden arbejdet med The Mint i Philadelphia og toldbygninger, post-, og rådhuse flere steder i USA